# George Quinn
George Quinn (ur. 22 lipca 1943 w Te Kūiti) – australijski literaturoznawca, specjalista w dziedzinie języka i kultury jawajskiej.
Po raz pierwszy odwiedził Indonezję w 1966 r. W latach 1967–1970 uczył języka angielskiego na Universitas Kristen Satya Wacana. W 1973 r. ukończył studia licencjackie z języka i literatury indonezyjskiej na Universitas Gadjah Mada. W 1984 r. otrzymał doktorat z literatury jawajskiej na University of Sydney.
Autor materiałów do nauki języki indonezyjskiego. Opracował podręcznik The Indonesian Way (dostępny też w wersji elektronicznej) i słownik The Learner’s Dictionary of Today’s Indonesian (2001).
Włada również językami tagalskim i tetum.